# Albert Schuster (Pädagoge)
Albert Schuster (auch: Christian Friedrich Albert Schuster und Christian Friedrich Schuster; * 19. Januar 1821 in Celle; † nach 1903) war ein deutscher Gymnasiallehrer, Schuldirektor und Autor.

## Leben
Albert Schuster besuchte das Gymnasium seiner Heimatstadt und studierte ab Ostern 1840 an der  Universität Göttingen das Fach klassische Philologie. Seine Staatsprüfung zu Michaelis 1844 legte er mit dem Titel Dr. phil. ab. Nach einem Probejahr am Celler Gymnasium arbeitete er dort zunächst provisorisch als Hilfslehrer und ab 5. April 1848 in Festanstellung. Ab Ostern 1849 wirkte er kurzzeitig am Gymnasium zu Emden, bevor er zu Michaelis desselben Jahres an das Johanneum zu Lüneburg berufen wurde. Ab Neujahr 1857 arbeitete er einige Jahre als Ordinarius der Tertia am Gymnasium zu Clausthal, bevor er Ostern 1865 – wieder als Ordinarius – an das Gymnasium zu Stade wechselte. Von dort wechselte er Ostern 1868 schließlich an die Realschule I. Ordnung zu Hannover, um dort die Stelle als erster Oberlehrer und Ordinariat der Prima zu besetzen. Nach dem Tod des Direktors Adolf Tellkampf wurde Schuster am 30. März 1869 zunächst „von dem Patronate“ der Anstalt zu Tellkampfs Nachfolger gewählt, um am 26. Mai desselben Jahres in seinen Amt als Schuldirektor bestätigt zu werden.
Albert Schuster trat Michaelis 1894 seinen Ruhestand an.
Gemeinsam mit Heinrich Schaefer und Wilhelm Fiehn verfasste Schuster das in zahlreichen Auflagen in der Helwingschen Verlagsbuchhandlung erschienene Deutsche Lesebuch für höhere Lehranstalten. Es wurde 1880 erstmals gemeinsam mit Robert Kohts und Karl Waldemar Meyer für die Sexta herausgegeben, erschien 1881 in zweiter, 1908 in neunter und 1917 in 10. Auflage.

## Schriften
Schulprogramme:
- De mensibus Atticis, qui Apollinis nominati sunt diebus festis, Programm Celle Gymnasium, Celle 1848
- Vindiciae M. Tullii Ciceronis orationis Philippicae quartae. Specimen primum, Programm Lüneburg Gymnasium, Lüneburg 1851
- Vindiciae M. Tullii Ciceronis ... Specimen secundus, Programm Lüneburg Gymnasium, Lüneburg 1852
- Über die kritische Benutzung homerischer Adjektive, Programm Clausthal Gymnasium, Clausthal 1859
- Untersuchungen über die homerischen stabilen Beiwörter, 1. Abteilung, Programm Stade Realgymnasium, Stade 1866
- Über formale Eigentümlichkeiten des deutschen Volksliedes, Programm Hannover Realgymnasium, Hannover: Culemann, 1869
- Die Erziehung der Jugend zu vaterländischer Gesinnung – eine Pflicht der Schule, Rede zum Kaisergeburtstag 1872, Programm Hannover Realgymnasium, Hannover 1878
- Das Realgymnasium I zu Hannover während des Zeitraumes von 1860 bis 1885, dargestellt aus Veranlassung des am 9. Oktober 1885 50jährigen Bestehens, Programm Hannover Realgymnasium, Hannover 1885
- Abschiedsrede. Hannover: Culemann, 1895

weitere:
- Lehrbuch der Poetik für höhere Lehranstalten, Clausthal; Grosse, 1874
  - 3., vermehrte und verbesserte Auflage, Halle an der Saale: Mühlmann, 1890
- Christian Friedrich Albert Schuster, Königliches Ober-Schulcollegium zu Hannover (Hrsg.): Regeln und Wörterverzeichnis für deutsche Rechtschreibung. Gedruckt auf Veranstaltung des königlichen Ober-Schulcollegiums zu Hannover, 1879, 3. Auflage, Clausthal: Grossesche Buchhandlung, [1879]
  - Mannheim: Institut für Deutsche Sprache, Bibliothek, 2018; Digitalisat als PDF-Dokument des Leibniz-Institut für Deutsche Sprache (IDS)
- Karl August Julius Hoffmann, Christian Friedrich Albert Schuster: Die Lehre von der Erfindung, von der Anordnung, von den wichtigsten Kunstformen der prosaischen Darlegung (= Rhetorik für höhere Schulen, Band 2), 6. Auflage, Halle a.S.: Grosse, 1888
- In welche Schule schicke ich meinen Sohn? Wie steht es mit den Berechtigungen? Praktische Winke für Eltern von einem alten Schulmanne, Hannover; Leipzig: Goedel, 1895
- Robert Kohts, Karl Waldemar Meyer, Albert Schuster (Hrsg.), Wilhelm Fiehn, Heinrich Schaefer, Albert Schuster (Bearb): Deutsches Lesebuch für höhere Lehranstalten, vierter Teil (Unter-Tertia), neunte Auflage, Hannover: Helwingsche Verlagsbuchhandlung, 1908; Digitalisat über GEI-Digital des Georg-Eckert-Instituts